# Landesregierung Niederl III
Die Landesregierung Niederl III wurde nach der Landtagswahl in der Steiermark 1978 am 15. November 1978 vom Steiermärkischen Landtag gewählt. Die Landesregierung von Friedrich Niederl bestand bis zu seinem Rücktritt am 4. Juli 1980. Aufgrund des bis 2015 in der Steiermark herrschenden Proporzsystems wurden neben den fünf ÖVP-Mandaten vier SPÖ-Mandate vergeben.

## Regierungsmitglieder
| Amt                            | Name                 | Partei | Ressorts |
| ------------------------------ | -------------------- | ------ | -------- |
| Landeshauptmann                | Friedrich Niederl    | ÖVP    |          |
| Landeshauptmann-Stellvertreter | Adalbert Sebastian   | SPÖ    |          |
| Landeshauptmann-Stellvertreter | Franz Wegart         | ÖVP    |          |
| Landesrat                      | Kurt Jungwirth       | ÖVP    |          |
| Landesrat                      | Anton Peltzmann      | ÖVP    |          |
| Landesrat                      | Christoph Klauser    | SPÖ    |          |
| Landesrat                      | Hannes Bammer        | SPÖ    |          |
| Landesrat                      | Josef Gruber         | SPÖ    |          |
| Landesrat                      | Josef Krainer junior | ÖVP    |          |